# پسر لندن (ترانه)
«پسر لندن» (انگلیسی: London Boy) ترانه‌ای از تیلور سوئیفت، خواننده-ترانه‌سرای آمریکایی از هفتمین آلبوم استودیویی او، معشوق (۲۰۱۹) است. سوئیفت، جک آنتونوف و سنویو (مارک انتونی اسپیرز) این ترانه را نوشتند؛ به دو نفر نخست اعتبار تهیه‌کنندگی و به سنویو اعتبار تهیه‌کنندگی مشترک داده شد. «پسر لندن» ترانه‌ای بابلگام پاپ متأثر از رگی است. این ترانه مقدمهٔ گفتاری دارد که به‌وسیلهٔ بازیگر انگلیسی ادریس البا گویندگی می‌شود و در ساخت آن از ترانهٔ «جنگ سرد» اثر خواننده آمریکایی کوشس کلی که به او اعتبار نویسندگی داده شده، الهام گرفته شده است. اشعار این ترانه با الهام از تجربیات سوئیفت در لندن، به مکان‌های گوناگون لندن اشاره می‌کند و شیفتگی یک زن اهل تنسی را به معشوقهٔ مرد اهل این شهر بیان می‌کند.
«پسر لندن» در استرالیا، کانادا، سنگاپور و ایالات متحده وارد جدول فروش شد و در بریتانیا گواهی‌نامه نقره‌ای دریافت کرد. منتقدان موسیقی به «پسر لندن» نقدهای متفاوتی دادند. آن‌هایی که از ترانه تعریف کردند، ساختار آن را شاد و جذاب می‌دانستند، اما آن‌هایی که انتقاد داشتند، اشعار را ساده می‌دانستند. مطبوعات بریتانیا به‌طور کلی این ترانه را بررسی کردند و بر این باور بودند که اشعار بازنمود ضعیفی از لندن است. سوئیفت طی تبلیغ آلبوم معشوق در سال ۲۰۱۹، «پسر لندن» را به صورت زنده در برنامهٔ رادیو بی‌بی‌سی ۱ و مراسم شبکهٔ کپیتال اجرا کرد.